# Sumin (powiat bytowski)
Sumin – osada w Polsce położona w województwie pomorskim, w powiecie bytowskim, w gminie Parchowo.